# Campionato italiano di Formula 3 1995
Il Campionato italiano di Formula 3 1995 fu il trentunesimo della serie. Fu vinto da Luca Rangoni della scuderia EF Project su Dallara F389-FIAT.